# Zs
Zs (Zs, zs) – węgierski dwuznak składający się z liter Z i S oznaczający spółgłoskę szczelinową z retrofleksją dźwięczną [z]. Odpowiednik polskiej litery Ż.